# Pierre Daniel Huet

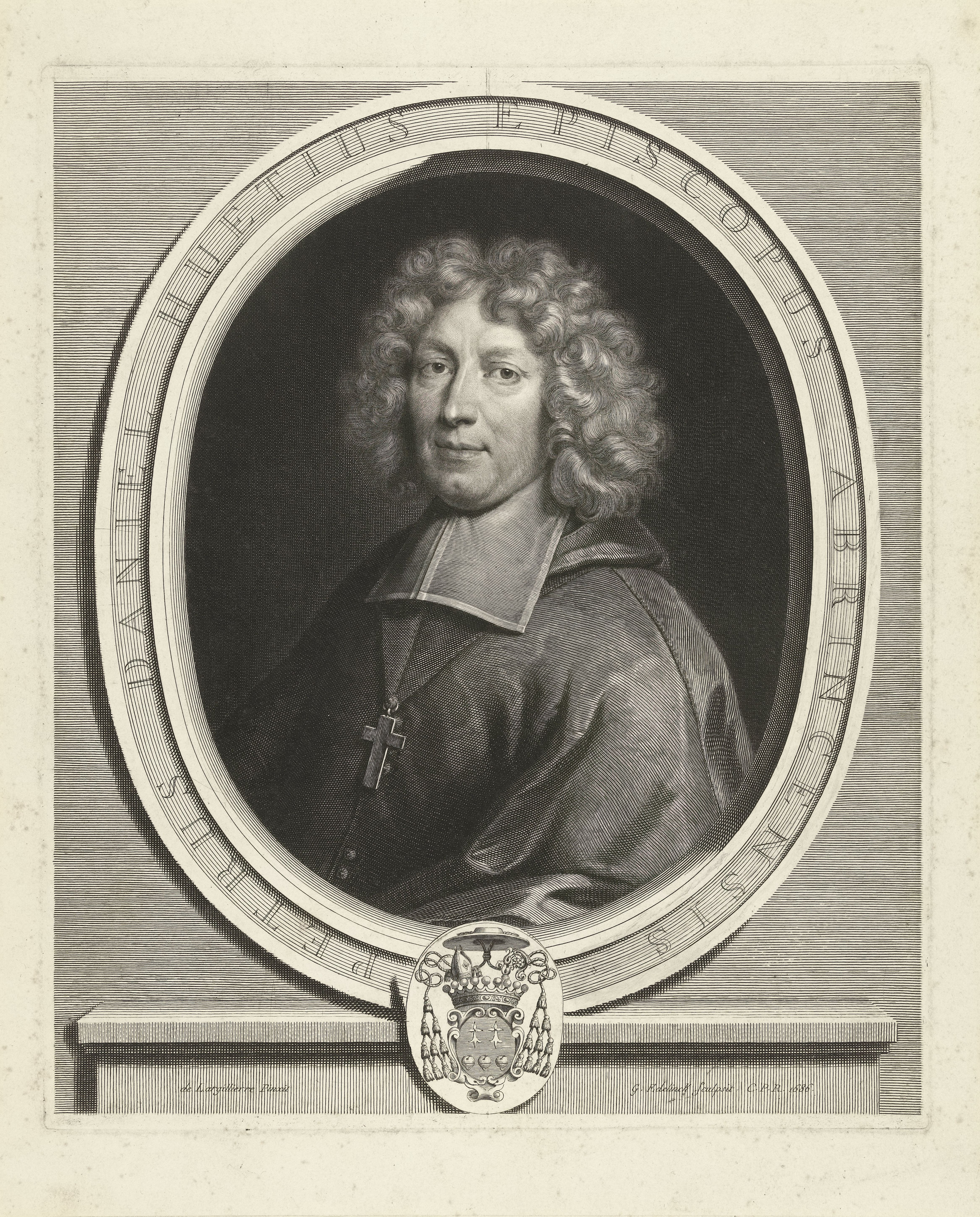
P. D. Huetius

Pierre Daniel Huet (francês: [y.ɛ] ɛ]; em latim: Huetius; 8 de fevereiro de 1630 – 26 de janeiro de 1721) foi um clérigo e estudioso francês, editor das obras latinas Delphin Classics, fundador da Académie de Physique em Caen (1662-1672) e bispo de Soissons de 1685 a 1689 e, na sequência, de Avranches.

## Vida
P. D. Huet nasceu em Caen em 1630 e foi educado na escola jesuíta de lá. Huet também recebeu aulas de um pastor protestante, Samuel Bochart. Aos vinte anos, foi reconhecido como um dos estudiosos mais promissores de seu tempo. Em 1651, foi para Paris, onde fez amizade com Gabriel Naudé, curador da Biblioteca Mazarin. No ano seguinte, Samuel Bochart, sendo convidado pela rainha Cristina da Suécia para sua corte em Estocolmo, levou consigo seu amigo Huet. Esta viagem, em que conheceu Leiden, Amsterdã e Copenhague, bem como Estocolmo, resultou na descoberta de alguns fragmentos do Comentário sobre São Mateus, de Orígenes, na biblioteca real sueca. O achado inspirou Huet a editar e traduzir a obra de Orígenes para o latim, tarefa que completou em 1668. Eventualmente Huet brigou com Bochart, que o acusou de ter suprimido uma linha em Orígenes a respeito da controvérsia eucarística. Enquanto trabalhava no texto grego de Orígenes, Huet escreveu um tratado separado sobre história, teoria e prática da tradução, o "De optimo genere interpretandi" ("Sobre o melhor tipo de tradução") em dois livros (publicado pela primeira vez em 1660; 3ª e última edição, Amsterdã, 1683).
Huet também foi o cofundador da Académie de Physique em Caen, a primeira academia provincial de ciências a receber uma carta real (1668). Huet foi o patrono inicial da academia e, juntamente a Andre Graindorge, dirigiu o trabalho do grupo, que se concentrou no estudo empírico da natureza, com ênfase especial em anatomia e dissecações. A presença de Huet foi fundamental para o sucesso da academia, que fracassou sem sua permanência. Huet atuou como chefe do grupo de 1662 a 1667 e novamente em 1668, quando deixou Caen novamente para viajar a Paris. Ele também encerrou seu apoio financeiro à academia nesta época, pois ela começou a receber financiamento real e orientação do representante real na Normandia, Guy Chamillart.
Em Paris, Huet estabeleceu relações estreitas com Jean Chapelain. Durante a famosa querela entre Antigos e Modernos, Huet ficou do lado dos Antigos contra Charles Perrault e Jean Desmarets. Entre seus amigos neste período estavam Valentin Conrart e Paul Pellisson. Seu gosto pela matemática o levou ao estudo da astronomia. Em seguida, voltou sua atenção para a anatomia e, sendo míope, dedicou suas investigações principalmente à questão da visão e à formação do olho. No curso deste estudo, ele fez mais de 800 dissecações. Huet conduziu estudos em química e, finalmente, escreveu um poema emlatim sobre o sal.
Todo esse tempo, Huet foi um visitante frequente dos salões de Mlle de Scudéry e dos estúdios de pintores. Suas pesquisas científicas não interferiram em seus estudos clássicos, pois nessa época debatia com Bochart a origem de certas medalhas e estava aprendendo siríaco e árabe com o jesuíta Adrien Parvilliers.
Huet foi admitido na Academia Francesa em 1674. Recebeu as ordens sagradas em 1676 e, dois anos depois, foi nomeado abade de Aunay. Em 1685, tornou-se bispo de Soissons, mas, depois de esperar quatro anos pela instalação, assumiu o bispado de Avranches no lugar. Posteriormente, Huet trocou sua posição no bispado por um cargo mais fácil (ao menos, conforme ponderava) na Abadia de Fontenay, mas lá foi atormentado por contínuos processos legais. Por fim, retirou-se para a casa dos jesuítas na Rue Saint-Antoine em Paris, onde morreu em 1721. A sua grande biblioteca e manuscritos, após terem sido legados aos jesuítas, foram comprados pelo rei para a biblioteca real.

## Obras

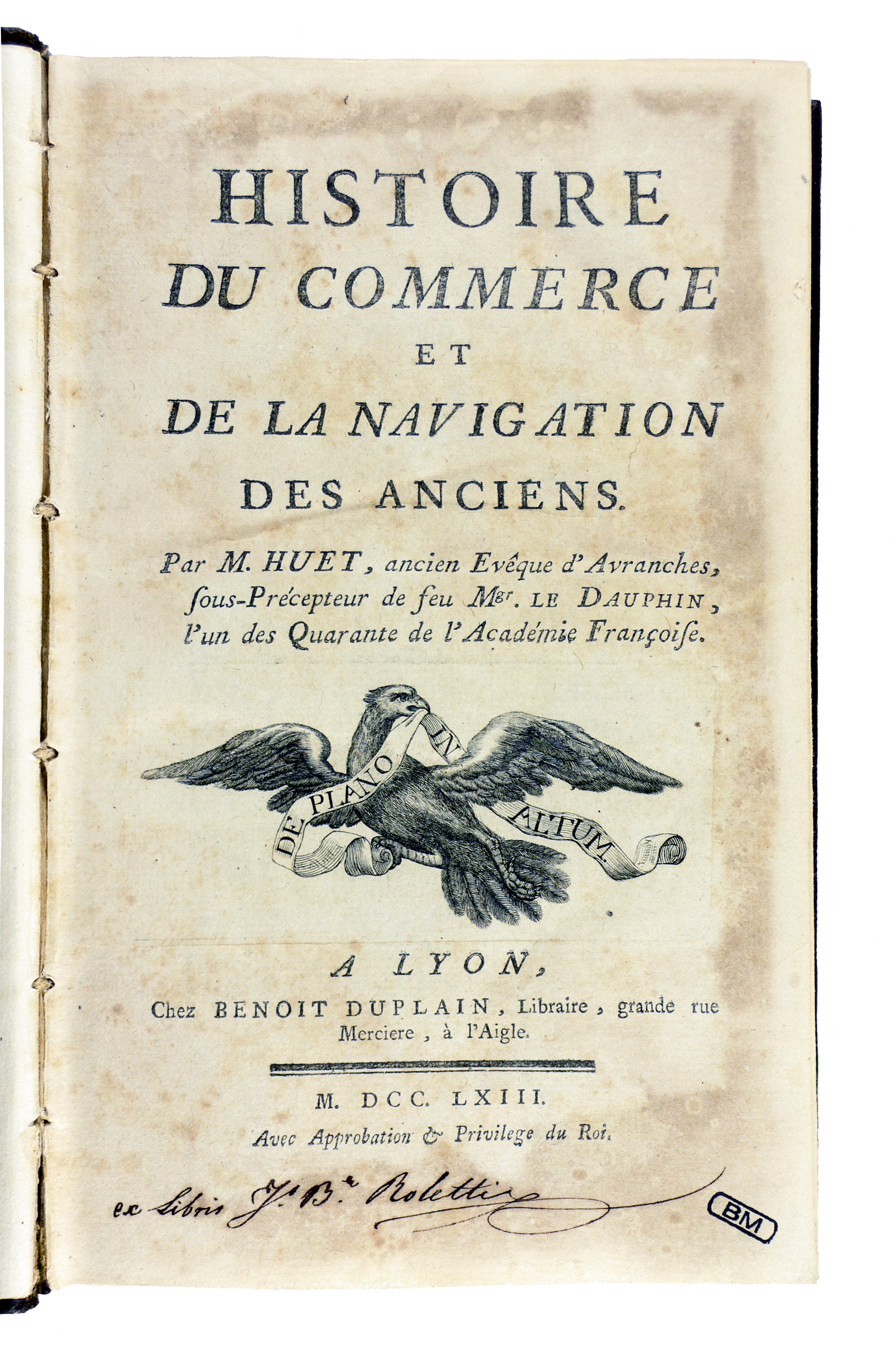
Histoire du commerce, de 1763.

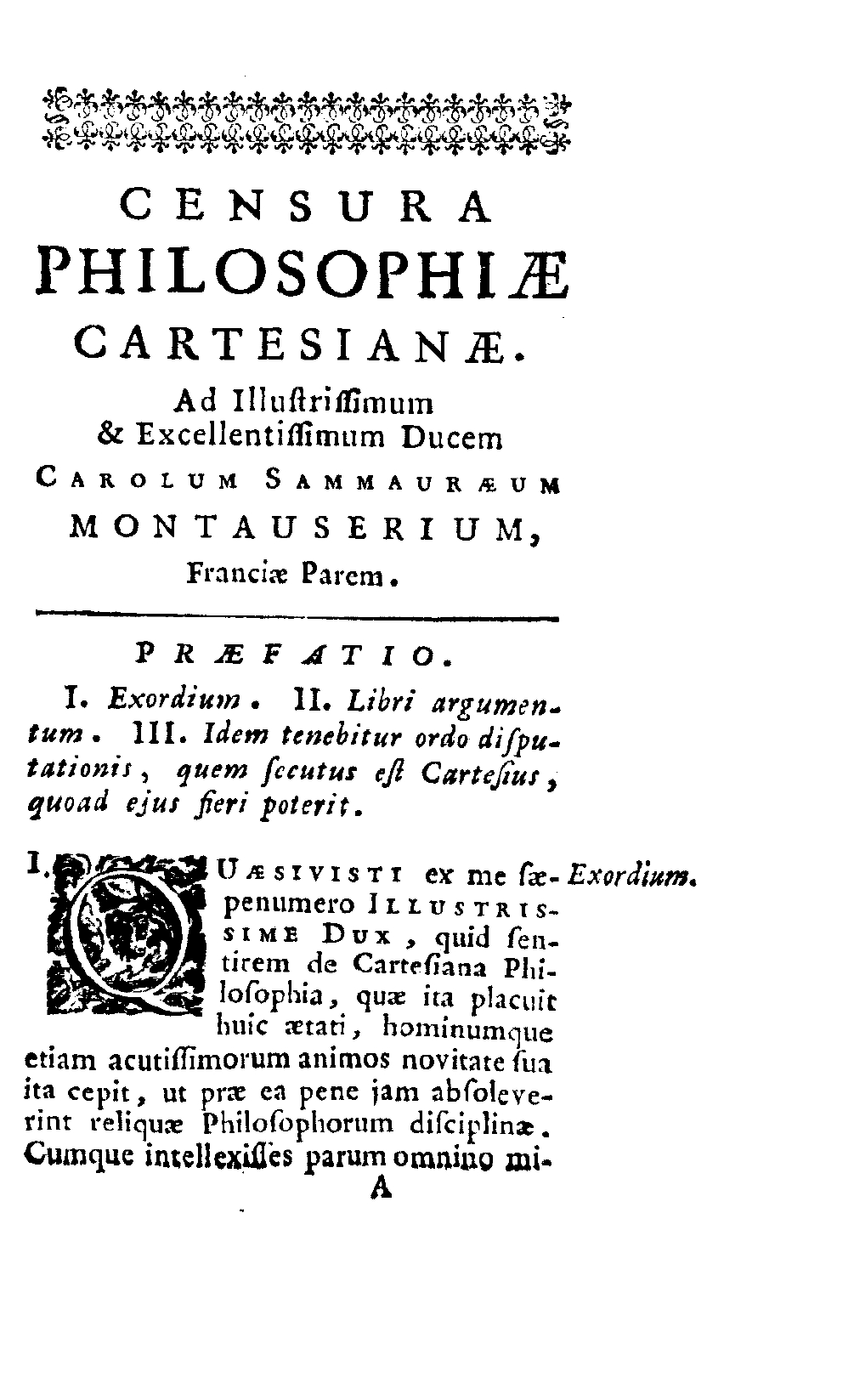
Censura philosophiae Cartesianae, de 1723.

Huet traduziu as pastorais de Longus, escreveu um conto chamado Diane de Castro e, com seu Traitté de l'origine des romans (Tratado sobre a origem dos romances, 1670), serviu a primeira história mundial da ficção. Quando nomeado tutor-assistente do Delfim em 1670, editou, com a ajuda de Anne Lefêvre (depois Madame Dacier) e Jacques-Bénigne Bossuet, a conhecida série de livros Delphin Classics (referido no original em latim como o série "Ad usum Delphini"). Esta série publicou edições abrangentes dos clássicos latinos em cerca de sessenta volumes, e cada obra foi acompanhada por um comentário latino, ordo verborum e índice verbal. Os volumes originais têm, cada um, uma gravura de Árion e um golfinho, e a apropriada inscrição in usum serenissimi Delphini.
Além da edição e tradução de Huet do antigo teólogo grego Orígenes, Huet publicou duas obras sobre a história e sobre o próprio processo da tradução, "De optimo genere interpretandi" ("Sobre o melhor tipo de tradução") e "De claris interpretibus" ( "Sobre tradutores famosos"; 3ª e última edição, 1683).
Huet publicou uma de suas principais obras, a Demonstratio evangelica, em 1679. Em Aulnay, escreveu Questiones Aletuanae (Caen, 1690), Censura philosophiae Cartesianae (Paris, 1689), Nouveau mémoire pour servir à l'histoire du Cartésianisme (Novas memórias para servir a história do cartesianismo, 1692) e suas discussões com Nicolas Boileau-Despréaux no Sublime.
Em Huetiana (1722) do abade d'Olivet é encontrado material a respeito dos prodigiosos trabalhos, a memória precisa e a ampla erudição de Huet. Outra obra póstuma foi Traité philosophique de la foiblesse de l'esprit humain (Amsterdã, 1723), que Huet considerava ser seu melhor trabalho. A autobiografia de Huet, encontrada em seu Commentarius de rebus ad eum pertinentibus (Paris, 1718), foi traduzida para o francês e para o inglês.
De acordo com Maurice Rat, Huet foi o melhor etimologista de seu tempo, depois de Ménage. Por exemplo, foi Huet quem entendeu que a partícula "bec" ao final de certos topônimos da Normandia francesa (como na palavra Houlbec) significa "riacho" e está relacionado à palavra alemã de mesmo significado "Bach", também presente no final de muitos topônimos.

## Legado
O liceu em Hérouville-Saint-Clair, Calvados, era nomeado em homenagem a Huet, embora atualmente tenha recebido outro nome.[carece de fontes?]